# شرق سيكيم
شرق سيكيم رمزها «ES» (بالإنجليزية: East  Sikkim) ، هو تقسيم إداري لدولة الهند تتبع ولاية سيكيم (بالإنجليزية: Sikkim) ، مركزها هو مدينة جانجتوك (بالإنجليزية: Gangtok) عدد سكانها حسب تعداد سنة 2001 هو 244,790 ، مساحتها 954 كم² وكثافة السكان 257 لكل كم² .